# Fortran

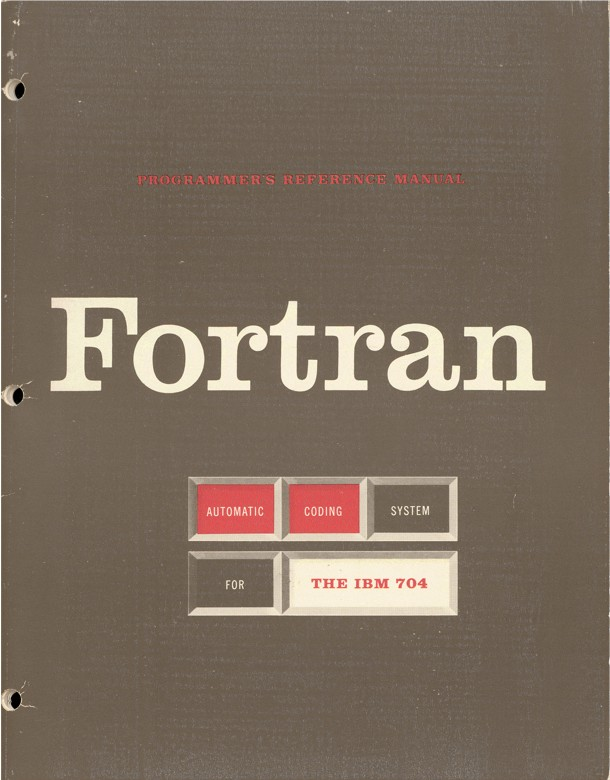

Fortran (sau FORTRAN) este un limbaj de programare născut în anul 1950 și care este încă folosit după jumătate de secol de existență. Numele său își are originea din "Formula Translating System". Versiunile mai vechi ale acestui limbaj erau cunoscute drept FORTRAN, dar după Fortran 90 numele nu a mai fost scris în întregime cu majuscule.
Deși la început a fost un limbaj procedural, cele mai recente versiuni au inclus suport pentru programarea obiectuală.

## Istorie
Primul compilator FORTRAN a fost dezvoltat pentru IBM 704 în 1954–57 de o echipă IBM condusă de John W. Backus. Acesta a fost un compilator de optimizare, deoarece autorii considerau că nimeni nu ar fi folosit limbajul dacă performanțele sale nu ar fi fost comparabile cu Assemblerul.
Limbajul a fost adoptat pe scară largă de către oamenii de știință pentru scrierea programelor ce foloseau numere în mod intensiv, fapt ce a încurajat autorii de compilatoare să producă soft-ul lor în așa fel încât să genereze cod mai rapid. În special includerea unui tip de date numeric complex în limbajul FORTRAN l-a făcut potrivit pentru folosirea în știința computațională.
Numeroase standarde ale limbajului au apărut: FORTRAN II în 1958, FORTRAN IV în 1961, FORTRAN 66 în 1966, FORTRAN 77 în 1977 , Fortran 90 în 1990, Fortran 95 în 1995, și Fortran 2003 în 2003. Fortran III a fost creat în 1958, lăsând posibilitatea includerii de cod asamblare de tip Inline în programele sale; dar nu a fost niciodată dat spre folosință deoarece conceptul de portabilitate al unui limbaj de nivel înalt ar fi fost pierdut.

## Elementele limbajului
Alfabetul limbajului este format din următoarele caractere:
- literele mari ale alfabetului latin: A, B, C, D, E, F, G, H, I, J, K, L, M, N, O, P, Q, R, S, T, U, V, W, X, Y, Z
- cifrele arabe: 0, 1, 2, 3, 4, 5, 6, 7, 8, 9
- caractere speciale:
  - + plus
  - ' apostrof
  - − minus
  - ( paranteză deschisă
  - / slash
  - ) paranteză închisă
  - = egal
  - * asterisc
  - . punct
  - blanc
  - , virgulă
  - & și
  - $ dolar american

### Pagini
- Manuale vechi de Fortran Arhivat în 26 iunie 2012, la Wayback Machine.
- Istoria FORTRAN și FORTRAN II la pagina Muzeului de Istorie a Computerului Arhivat în 21 septembrie 2005, la Wayback Machine.
- Compania Fortran: compilatoare, cărți, exemple, consultanță
- categoria Directorul Fortran
- forum Usenet: comp.lang.fortran Arhivat în 10 octombrie 2008, la Wayback Machine.
- informații despre Fortran 90, 95 și 2003
- NOTE DESPRE FORTRAN (UNFP)
- Unit 7.1 FORTRAN 77 Arhivat în 23 iunie 2004, la Wayback Machine. – Parte din cartea lui ASPIRE Arhivat în 23 iulie 2005, la Wayback Machine. despre Știința Computerelor
- Unit 7.2 FORTRAN 90 Arhivat în 26 iunie 2004, la Wayback Machine. – Ditto
- Cum să NU scrii FORTRAN în Orice Limbaj Arhivat în 13 iulie 2005, la Wayback Machine. Caracteristici ale programării de calitate.
- Unealtă de Depanare pentru FORTRAN și derivatele sale.
- Ghidul Programatorului Profesionist despre Fortran77 Arhivat în 29 noiembrie 2023, la Wayback Machine.

### Compilatoare gratuite
- g95 -- Fortran 95 (încă în dezvoltare) Arhivat în 5 iunie 2013, la Wayback Machine.
- Gfortran -- Fortran 95 (încă în dezvoltare)
- Open Watcom -- Fortran 77 și C/C++ Arhivat în 15 iulie 2018, la Wayback Machine.
- g77 -- Fortran 77